# Studio op. 10 n. 3 (Chopin)
Lo Studio Op. 10 n. 3 è una composizione per pianoforte scritta da Fryderyk Chopin nel 1832.
Non per tutte le opere di Chopin ci sono pervenuti gli autografi originali, ma per lo Studio in Mi maggiore sono giunti fino a noi sia la pagina manoscritta sia la parte ricopiata in bella copia che riporta la data del 25 agosto 1832 e che ci indica, quasi con certezza, come questo sia l'ultimo brano scritto per l'op. 10. L'intero ciclo fu dedicato all'amico Franz Liszt e pubblicato nel 1833.

## Analisi
Gli Studi dell'op. 10 presentano una caratteristica particolare: ognuno contrasta nettamente con il successivo, sia per il movimento, sia per l'espressività, sia per il carattere tecnico; sembrerebbe che Chopin li abbia scritti per essere eseguiti in coppia. Lo Studio n. 3 porta per di più in fondo alla pagina autografa di Chopin la notazione "attacca il presto con fuoco" che è esattamente l'inizio dello Studio n. 4, brano che contrasta in tutto col precedente, è infatti più focoso, vituosistico e tecnico.
La composizione è una delle pagine più ispirate di Chopin, dalla grande invenzione melodica. L'indicazione posta dall'autore Lento ma non troppo più che riferirsi all'aspetto dinamico del brano è un'indicazione per un'esecuzione calma e pacata della lirica dolcezza della melodia. Chopin amava molto questa sua composizione e, come disse a un suo allievo, considerava il motivo cantabile che lo caratterizza come il più bello che avesse mai scritto; per lui era anche un ricordo della patria lontana per le suggestioni di musica popolare presenti nel tema
Nello Studio in Mi maggiore, dalla struttura nettamente tripartita, la parte melodica e la sua interpretazione sono predominanti; l'aspetto tecnico è in secondo piano e riguarda solo la parte centrale del brano dove l'intenzione virtuosistica della partitura è segnata con un "con bravura". Probabilmente questa sezione deriva da esercizi tecnici scritti da Chopin tempo prima e che qui sono stati rielaborati. Con grande abilità compositiva il musicista è riuscito in questa parte a unire la tecnica con l'espressività drammatica che interrompe la grande liricità iniziale e la stacca dalla ripresa finale; il procedimento era già stato usato da Chopin che lo introdurrà ancora nei Notturni. Dopo questa sezione virtuosistica da "vero" studio, l'aspetto agitato e inquieto ritrova infine il clima più calmo e disteso dell'espressività iniziale.

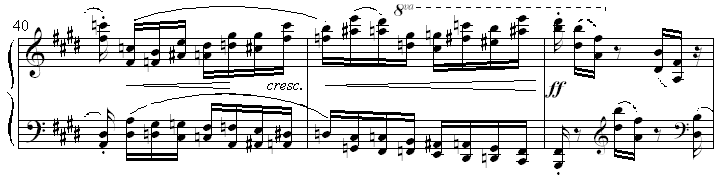
La modulazione all'interno dello Studio Op. 10 n. 3 di Chopin

Il tempo di questo studio è sempre stato oggetto di discussioni; inizialmente la copia autografa indicava Vivace con una indicazione di metronomo a 100; per l'edizione stampata da Schlesinger il musicista modificò la notazione agogica in Vivace ma non troppo. In alcune edizioni successive il tempo viene segnato più lento, assecondando così la modalità di esecuzione di molti pianisti che, intendendo mantenere un'aria quasi da notturno, rallentano fino a tre volte la velocità indicata dall'autore. Chopin voleva avere però un tempo pressoché uniforme per lo studio, compresa la parte centrale più movimentata, anche perché non amava che la sua musica, eseguita più lentamente, diventasse troppo sdolcinata.
Il brano, fra i più conosciuti e popolari di Chopin, è stato, al pari di altri come la Polacca in La bemolle maggiore o il Notturno op. 9 n. 2, utilizzato più e più volte in molti diversi ambiti; per la sua melodia ispirata è stato anche, purtroppo, banalizzato e ridotto a canzone con il titolo di Tristezza; è certo che se la melodia chopiniana viene eseguita con lo stile delle canzonette non può che diventare stucchevole e melensa e perdere di espressività.